# Barabás Richárd
Barabás Richárd (Debrecen, 1987. július 14. –) magyar politikus, visszavonult színész. 2014 óta önkormányzati képviselő és 2019 és 2024 között Újbuda (Budapest XI. kerülete) kultúráért és nemzetközi kapcsolatokért felelős alpolgármestere, a Párbeszéd – A Zöldek Pártja tagja és szóvivője.

## Színházi pályafutása
19 éves korában került Budapestre, ahol felvételt nyert a Színház- és Filmművészeti Egyetemre (SZFE) Gálffi László osztályába. Az SZFE-n osztálytársa volt többek között Molnár Áron, a noÁr mozgalom alapítója. A 2010-es diplomázását követően a HOPPart Társulat nevű alternatív színház tagja lett, három évig dolgozott a formációban.

Elmondása szerint független színészként saját bőrén érezte a színházszakmát érintő kormányzati elvonások hatását, a szabad művészeten keresztüli önkifejezés korlátozását. 
„Azt tanultam meg, hogy alkotni és kreatívnak lenni csak úgy lehet, ha felszabadult vagy, ha visszakerülsz abba a gyermeki állapotba, ahol a játék félig valósággá válik. Ez azonban nem lehetséges, ha rettegned kell attól, hogy a véleményedért büntetést kapsz, hogy egzisztenciálisan kiszolgáltatott vagy, hogy nem jutsz előrébb, hiába dolgozol.”
Aktivistaként majd politikai szerepvállalóként kezdett részt venni a közéletben. Végül elhagyta a színészi pályát, és a politikát választotta hivatásául, hogy azzal járulhasson hozzá a valós társadalmi változások előmozdításához.
Politikai pályafutásával párhuzamosan képzi magát. Az angol és olasz nyelvtudása mellett a francia és a kínai nyelveket tanulja, mellette pedig a Nemzeti Közszolgálati Egyetem hallgatója.

## Politikai pályafutása
2012 decemberétől vesz részt a közéletben, amikor a kormány felsőoktatási tevékenysége miatt diáktüntetések kezdődtek Magyarországon. A Hallgatói Hálózat aktivistájaként és egyik fő arcaként lett közismert. 
2014 óta a Párbeszéd Magyarországért (mai nevén: Párbeszéd – A Zöldek Pártja) párt tagja, A párt ifjúsági szervezetének, a Zöld Frontnak az alapítója, volt társelnöke. 2016-ban a párt elnökségének is tagja volt, 2018-tól a Párbeszéd szóvivője.
A 2019-es önkormányzati választásokon Karácsony Gergellyel együtt dolgozott a kampányban szóvivőként. A 2019-es magyarországi önkormányzati választáson újra önkormányzati képviselővé választották Budapest XI. kerületében, október 31-től az MSZP–Párbeszéd frakció tagja és Újbuda kultúráért és nemzetközi kapcsolatokért felelős alpolgármestere.

## Magánélete
2015-ben Facebook-oldalán és blogján közzétett bejegyzésében nyíltan felvállalta homoszexualitását. Az írása így kezdődött: "Ne féljetek!".
Nem félek, és ezért merek kiállni elétek azzal, hogy meleg vagyok. Ami önmagában egyébként egyáltalán nem nagy szám. Mégis ezt kimondani ma fontos és erkölcsileg helyes, mert kizárólag a felszabadító őszinteség jelenthet alternatívát azzal a nevetséges cinizmussal szemben, amit nap mint nap megpróbálnak leerőszakolni a torkunkon.

## Színházi szerepei
| Cím                                      | Bemutató időpontja   | Helyszín                                         |
| Három nővér                              | 2015. február 6.     | HOPPart Társulat                                 |
| KékSzobaHall nyitó-est                   |                      | Kék Produkció                                    |
| Kottavető, avagy fejjel a hangfalnak     | 2013. március 14.    | HOPPart Társulat                                 |
| HOPPartklub                              |                      | HOPPart Társulat                                 |
| Blue Hotel                               | 2013. február 6.     | HOPPart Társulat                                 |
| Szerencsés flótás                        | 2012. augusztus 2.   | FÜGE Produkció                                   |
| Mirkó királyfi                           | 2012. március 28.    | HOPPart Társulat                                 |
| Merlin, avagy Isten, Haza, Család        | 2012. október 19.    | Örkény István Színház                            |
| 9-es terv a világűrből                   |                      | Szkéné Színház                                   |
| SZERET...lek                             | 2011. március 1.     | HOPPart Társulat                                 |
| Hajrá Háry!                              | 2012. február 20.    | HOPPart Társulat                                 |
| Eredeti helyszín                         | 2011. szeptember 23. | Karinthy Színház                                 |
| Ahogy tetszik                            | 2011. november 25.   | HOPPart Társulat                                 |
| A cseresznyéskert                        | 2010. február 26.    | Színház- és Filmművészeti Egyetem (Ódry Színpad) |
| Tiszántúli Emanuelle                     | 2010. május 7.       | Színház- és Filmművészeti Egyetem (Ódry Színpad) |
| Mr. Pöpec                                | 2010. február 19.    | Pinceszínház                                     |
| Korijolánusz                             | 2010. október 1.     | HOPPart Társulat                                 |
| E.T.                                     | 2010. május 1.       | Thália Színház                                   |
| A goborló (Erasmus Montanus)             |                      | Színház- és Filmművészeti Egyetem (Ódry Színpad) |
| Baal                                     | 2009. október 30.    | Színház- és Filmművészeti Egyetem (Ódry Színpad) |
| Azaz                                     | 2009. december 22.   | Színház- és Filmművészeti Egyetem (Ódry Színpad) |
| Arturo Ui feltartóztatható felemelkedése | 2009. október 3.     | Örkény István Színház                            |
| Mocorgó                                  | 2008. október 18.    | Budapesti Kamaraszínház – Tivoli                 |
| Peter Pan                                | 2002. november 21.   | Csokonai Nemzeti Színház                         |